# Paratylenchus
Ne doit pas être confondu avec Pratylenchus.
Genre
Paratylenchus est un genre de nématodes de la famille des Tylenchulidae.

## Liste des espèces
Selon GBIF (21 mai 2021) :
- Gracilacus straeleni De Coninck, 1931
- Paratylenchus abietis Eroshenko, 1974
- Paratylenchus aciculus Brown, 1959
- Paratylenchus acti Eroshenko, 1978
- Paratylenchus aculentus Brown, 1959
- Paratylenchus alleni Raski, 1975
- Paratylenchus amundseni Bernard, 1982
- Paratylenchus anceps Cobb, 1923
- Paratylenchus anchorus (Mohilal & Dhanachand, 2004) Ghaderi, Kashi & Karegar, 2014
- Paratylenchus aonli Misra & Edward, 1971
- Paratylenchus aquaticus Merny, 1966
- Paratylenchus arculatus Luc & de Guiran, 1962
- Paratylenchus audriellus Brown, 1959
- Paratylenchus baldaccii Raski, 1975
- Paratylenchus besoekianus Bally & Reydon, 1931
- Paratylenchus besokianus Bally & Reydon, 1931
- Paratylenchus bilineatus (Brzeski, 1995) Brzeski, 1998
- Paratylenchus brasiliensis (Huang & Raski, 1986) Brzeski, 1998
- Paratylenchus breviculus Raski, 1975
- Paratylenchus brevihastus Wu, 1962
- Paratylenchus bukowinensis Micoletzky, 1922
- Paratylenchus canchicus Mohilal & Dhanachand, 2004
- Paratylenchus capitatus (Adams & Eichenmuller, 1962) Siddiqi & Goodey, 1964
- Paratylenchus ciccaronei Raski, 1975
- Paratylenchus colbrani Raski, 1975
- Paratylenchus colinus (Huang & Raski, 1986) Brzeski, 1998
- Paratylenchus colinus Huang & Raski, 1986
- Paratylenchus concavus Eroshenko, 1978
- Paratylenchus conicephalus Van den Berg, Eskandari, Tiedt & Karegar, 2011
- Paratylenchus corbetti (Ganguly & Khan, 1990) Siddiqi, 2000
- Paratylenchus coronatus Colbran, 1965
- Paratylenchus costatus (Raski, 1976) Siddiqi, 1986
- Paratylenchus crenatus Corbett, 1966
- Paratylenchus curvitatus Van der Linde, 1938
- Paratylenchus curvitus Van der Linde, 1938
- Paratylenchus dianthus Jenkins & Taylor, 1956
- Paratylenchus discocephalus Siddiqi, Khan & Ganguly, 1990
- Paratylenchus elachistus Steiner, 1949
- Paratylenchus elegans (Raski, 1962) Siddiqi & Goodey, 1964
- Paratylenchus elongatus (Abdel-Rhaman & Maggenti, 1988) Brzeski, 1998
- Paratylenchus emoti Dolinski, Souza & Huang, 1996
- Paratylenchus enatus (Raski, 1976) Siddiqi, 1986
- Paratylenchus epacris (Allen & Jensen, 1950) Goodey, 1963
- Paratylenchus epicotylus Siddiqi, Khan & Ganguly, 1990
- Paratylenchus esculentus Brown, 1959
- Paratylenchus flectospiculus Huang & Raski, 1987
- Paratylenchus fueguensis Raski & Valenzuela, 1986
- Paratylenchus goldeni Raski, 1975
- Paratylenchus goodeyi Oostenbrink, 1953
- Paratylenchus guajavai Singh & Tandon, 2002
- Paratylenchus haicaudatus Prado Vera & Maggenti, 1988
- Paratylenchus halophilus Wouts, 1966
- Paratylenchus hamatus Thorne & Allen, 1950
- Paratylenchus hispaniensis Palomares-Rius, Castillo, Liébanas, Vovlas, Landa, Navas-Cortés & Subbotin, 2010
- Paratylenchus holdemani Raski, 1975
- Paratylenchus humilis Raski, 1975
- Paratylenchus idalimus (Raski, 1962) Siddiqi & Goodey, 1964
- Paratylenchus idalimus Raski, 1962
- Paratylenchus intermedius (Raski, 1962) Siddiqi & Goodey, 1964
- Paratylenchus israeliensis (Raski, 1973) Siddiqi, 1986
- Paratylenchus italiensis Raski, 1975
- Paratylenchus ivorensis Luc & de Guiran, 1962
- Paratylenchus janai (Baqri, 1979) Siddiqi, 1986
- Paratylenchus jasmineae Phani, Somvanshi, Rao & Khan, 2019
- Paratylenchus juglansi Kaul & Waliullah, 1990
- Paratylenchus labiosus Anderson & Kimpinski, 1977
- Paratylenchus latescens (Raski, 1976) Siddiqi, 1986
- Paratylenchus leidermis Raski, 1975
- Paratylenchus lepidus Raski, 1975
- Paratylenchus leptos Raski, 1975
- Paratylenchus longicaudatus Raski, 1975
- Paratylenchus longilabiatus (Huang & Raski, 1986) Brzeski, 1988
- Paratylenchus macrodorus Brzeski, 1963
- Paratylenchus macrophallus (de Man, 1880) Goodey, 1934
- Paratylenchus marylandicus Jenkins, 1960
- Paratylenchus mexicanus Raski, 1975
- Paratylenchus micoletzkyi Edward, Misra & Singh, 1967
- Paratylenchus microdorus Andrássy, 1959
- Paratylenchus mimulus Raski, 1975
- Paratylenchus minor Sharma, Sharma & Khan, 1986
- Paratylenchus minusculus Tarjan, 1960
- Paratylenchus minutus Linford, 1949
- Paratylenchus mirus (Raski, 1962) Siddiqi & Goodey, 1964
- Paratylenchus morius Yokoo, 1970
- Paratylenchus musae (Shahina & Maqbool, 1993) Brzeski, 1998
- Paratylenchus mutabilis Colbran, 1969
- Paratylenchus nainianus Edward & Misra, 1963
- Paratylenchus nanus Cobb, 1923
- Paratylenchus nawadus Khan, Prasad & Mathur, 1967
- Paratylenchus neoamblycephalus Geraert, 1965
- Paratylenchus neonanus Mathur, Khan & Prasad, 1967
- Paratylenchus neoprojectus Wu & Hawn, 1975
- Paratylenchus obtusicaudatus Raski, 1975
- Paratylenchus oostenbrinki Misra & Edward, 1971
- Paratylenchus pandatus (Raski, 1976) Siddiqi, 1986
- Paratylenchus pandus Pinochet & Raski, 1977
- Paratylenchus paramonovi Bagaturia & Soloveva, 1972
- Paratylenchus paraperaticus Kashi, Karegar & Kheiri, 2009
- Paratylenchus parvulus (Raski, 1976) Siddiqi, 1986
- Paratylenchus peperpotti (Schoemaker, 1963) Siddiqi & Goodey, 1964
- Paratylenchus peraticus (Raski, 1962) Siddiqi & Goodey, 1964
- Paratylenchus peraticus Raski, 1962
- Paratylenchus perinimus Siddiqi, 1996
- Paratylenchus perlatus Raski, 1975
- Paratylenchus perminimus Siddiqi, 1996
- Paratylenchus pernoxius Siddiqi, Baujard & Mounport, 1993
- Paratylenchus pesticus Thorne & Malek, 1968
- Paratylenchus pestis (Thorne, 1943) Goodey, 1963
- Paratylenchus platyurus Eroshenko, 1978
- Paratylenchus projectus Jenkins, 1956
- Paratylenchus prunii Sharma, Sharma & Khan, 1986
- Paratylenchus pseuduncinatus Phukan & Sanwal, 1979
- Paratylenchus punctatus (Huang & Raski, 1986) Brzeski, 1998
- Paratylenchus raskii (Phukan & Sanwal, 1979) Siddiqi, 1986
- Paratylenchus recisus Siddiqi, 1996
- Paratylenchus robustus Wu, 1974
- Paratylenchus rostrocaudatus Huang & Raski, 1987
- Paratylenchus rotundicephalus Bajaj, 1988
- Paratylenchus salubris Raski, 1975
- Paratylenchus sarissus Tarjan, 1960
- Paratylenchus serricaudatus Raski, 1975
- Paratylenchus shenzhenensis Wang, Xie, Li, Xu, Yu & Wang, 2013
- Paratylenchus sheri (Raski, 1973) Siddiqi, 1986
- Paratylenchus similis Khan, Prasad & Mathur, 1967
- Paratylenchus solivagus (Raski, 1976) Siddiqi, 1986
- Paratylenchus steineri Golden, 1961
- Paratylenchus straeleni (de Coninck, 1931) Oostenbrink, 1960
- Paratylenchus straeleni De Coninck, 1931
- Paratylenchus strenzkei (Volz, 1951) Oostenbrink, 1960
- Paratylenchus tateae Wu & Townshend, 1973
- Paratylenchus tenuicaudatus Wu, 1961
- Paratylenchus teres (Raski, 1976) Siddiqi, 1986
- Paratylenchus thysanolus Pramodini & Mohilal, 2009
- Paratylenchus triincisus Bajaj, 1988
- Paratylenchus tui Orton Willias, 1985
- Paratylenchus uncinatus Samibaeva, 1966
- Paratylenchus vandenbrandei De Grisse, 1962
- Paratylenchus variabilis Raski, 1975
- Paratylenchus variatus Jairajpuri, 1982
- Paratylenchus veruculatus Wu, 1962
- Paratylenchus verus (Brzeski, 1995) Brzeski, 1998
- Paratylenchus vexans Thorne & Malek, 1968
- Paratylenchus vitecus (Pramodini, Mohilal & Dhanachand, 2006) Ghideri, Kashi & Karegar, 2014
- Paratylenchus yokooi (Toida, Ohshima & Hirata, 1983) Brzeski, 1998

## Taxonomie
Ce genre est décrit par Heinrich Micoletzky en 1922.
Les genres suivants sont synonymes de Paratylenchus selon GBIF (21 mai 2021) :
- Gracilacus Raski, 1962
- Gracilipaurus Ganguly & Khan, 1990
- Gracilpaurus Ganguly & Khan, 1990
- Paratylenchoides Raski, 1973

### Publication originale
- (de) H. Micoletzky, « Die freilebenden Erd-Nematoden mit besonderer Berücksichtigung der Steiermark und der Bukowina, zugleich mit einer Revision sämtlicher nicht mariner, freilebender Nematoden in Form von Genus-Beschreibungen und Bestimmungsschlüsseln », Arch. Naturg. Berl. 87, Abt. A (8-9),‎ 1922, p. 119 (lire en ligne [PDF])